# Thảm sát Hà Âm
Thảm sát Hà Âm là một sự kiện chính trị triều Bắc Ngụy diễn ra trong năm 528. Đại tướng Nhĩ Chu Vinh sau khi tiến binh vào kinh giết hại Hồ Thái hậu đã dùng danh nghĩa xử phạt để bày ra một cuộc tru sát toàn bộ văn võ bá quan trong triều. Vụ thảm sát này là một trong những sự kiện chấn động lịch sử, góp phần làm nên sự suy yếu và sụp đổ của vương triều Bắc Ngụy.

## Bối cảnh
Sau khi Tuyên Vũ Đế qua đời, vua mới là Hiếu Minh Đế còn nhỏ, Thái hậu họ Hồ trở thành người nhiếp chính, độc quyền triều cương, hoang đường bất pháp, bên trong tìm kiếm nhiều nam sủng để mua vui cho mình, việc nước thì tỏ ra thiếu năng lực, khiến triều chính đi xuống. Sau khi tiêu diệt được phe cánh chống đối của Nguyên Xoa, Hồ Thái hậu còn trở nên độc ác hơn trước, sủng ái gian thần Trịnh Nghiễm, Từ Hột, bỏ bê việc chính, uy ân bất lập. Trong khi đó ở bên ngoài, khởi nghĩa lục trấn nổ ra, cả nước Ngụy chìm trong chiến tranh, loạn lạc.
Đầu năm 528, Ngụy Phan quý tần hạ sinh một công chúa, Hồ Thái hậu nói thác là hoàng tử, rồi đại xá, cải nguyên Vũ Thái. Lúc này mâu thuẫn giữa mẹ con vua Ngụy ngày càng gay gắt. Túc Tông bị thái hậu khống chế, không quyết định vào được việc gì, bèn bí mật cử người thân tín làm tả hữu bên cạnh thái hậu để dò xét, thái hậu sai giết người đó đi, vì thế quan hệ mẹ con rạn nứt không thể nào hàn gắn.
Ngụy Túc Tông tuổi đã trưởng thành, oán ghét bọn Trịnh Nghiễm, Từ Hột, muốn lập mưu giết chết, nhưng bên trong thì bị Hồ Thái hậu khống chế nên không làm gì được. Thấy thế lực của tướng Nhĩ Chu Vinh ở Hà Bắc rất lớn mạnh, Túc Tông bèn lệnh cho Nhĩ Chu Vinh đưa quân đến kinh sư, hòng uy hiếp Hồ thái hậu. Vinh tiếp mật chiếu, lệnh cho bộ tướng Cao Hoan làm tiền phong, đưa quân nam hạ, đến Thượng Đảng. nhưng giữa đường thì Túc Tông đổi ý, bảo Vinh dừng lại.
Trịnh Nghiễm, Từ Hột nghe được tin đó, cực kì lo sợ, bèn bàn mưu với thái hậu hãm hại Đế. Ngày Quý Sửu (29 tháng 2), Đế bạo tồ, mới có 19 tuổi. Hôm sau, thái hậu giả truyền chiếu chỉ, lập hoàng nữ Nguyên thị lên ngôi, trá xưng là con trai. Sau đó thì nhận ra không thể giấu việc được bao lâu, nên lại hạ chiếu nói hoàng đế mới là con gái, bảo con trai Lâm Thao vương là Nguyên Chiêu giống tiên đế, bèn lập lên ngôi, tức là Bắc Ngụy Ấu Chủ. Nguyên Chiêu mới có 3 tuổi, Hồ Thái hậu tiếp tục lâm triều nghe chính.

## Diễn biến

### Nhĩ Chu Vinh khởi binh
Nhĩ Chu Vinh cầm quân ở ngoài nghe tin, giận lắm, bèn cùng Nguyên Thiên Mục bàn kế, chuẩn bị đưa quân về Lạc Dương, để hỏi về lý do hoàng thượng băng hà. Hồ Thái hậu sai em họ Vinh là Nhĩ Chu Thế Long đến thuyết phục, Vinh muốn lưu lại. Thế Long nói
Triều đình vốn đã hoài nghi ngài nên phái tôi đi trước, như bây giờ ngài giữ tôi ở lại, khiến cho triều đình cảnh giác, họ sẽ có chuẩn bị, thì không phải là kế hay.
Mới để cho Thế Long ra về. Nhĩ Chu Vinh bàn với Nguyên Thiên Mục lập người trong hoàng tộc lên ngôi để có danh nghĩa chính thống. Cho rằng Bành Thành Vũ Tuyên vương Nguyên Hiệp có công huân lớn, con trai ông là Trường Lạc vương Nguyên Tử Du cũng được nhiều người theo về, nên muốn lập Tử Du. Nhĩ Chu Vinh đã bí mật cử cháu trai Nhĩ Chu Thiên Quang, thân tín Hề Nghị, thị tòng Vương Tương bí mật đến Lạc Dương trao đổi ý kiến với Nhĩ Chu Thế Long rồi đưa tin đến Trường Lạc vương, hứa sẽ lập làm hoàng đế. Vương chấp thuận.
Sau khi bọn Thiên Quang trở về Tấn Dương, Nhĩ Chu Vinh vẫn còn lo lắng nên sai lấy đồng làm tượng sáu người cháu của Ngụy Hiển Tổ, chỉ có tượng của Trường Lạc vương là đúc xong. Vinh mới khởi binh rời Tấn Dương, Thế Long cũng bỏ trốn khỏi Lạc Dương, hội với Vinh ở Thượng Đảng. Linh Thái hậu tại Lạc Dương nghe tin, triệu vương công đại thần vấn kế. Tông thân đều biết rõ những việc làm của bà ta nên không thèm nói gì. Chỉ có Từ Hột khuyên Thái hậu đưa quân đóng giữ những nơi hiểm yếu. Thái hậu cho là đúng, lệnh cho Hoàng môn thị lang Lý Thần Quỹ làm đại đô đốc, cùng Trịnh Quý Minh, em họ Trịnh Nghiễm là Trịnh Tiên Hộ đưa quân bảo vệ cầu lớn của Hoàng Hà; Vũ Vệ tướng quân Phí Mục giữ bến Tiểu Bình.
Nhĩ Chu Vinh đến Hà Nội, sai Vương Tương bí mật đến Lạc Dương đón Trường Lạc vương. Tháng 4 ÂL, ngày 9, Tử Du cùng anh là Bành Thành vương Thiệu, em là Bá Thành công Tử Chánh từ Cao Chử sang bờ bắc Hoàng Hà, hôm sau (ngày Đinh Dậu) gặp quân của Vinh ở Hà Dương, quân sĩ đều tung hô vạn tuế. NGày Mậu Tuất (11) trước bờ sông Hoàng Hà, Trường Lạc vương Nguyên Tử Du lên ngôi, tức là Ngụy Kính Tông Hiếu Trang Đế. Lấy Nhĩ Chu Vinh là Thị trung, Đô đốc trung ngoại chư quân sự, Thượng thư lệnh, Lĩnh quân tướng quân, tước Thái Nguyên vương.

### Nhĩ Chu Vinh tiến vào Lạc Dương
Trịnh Tiên Hộ vốn thân thiết với Nguyên Tử Du, nghe tin Nguyên Tử Du lên ngôi, lập tức cùng Trịnh Quý Minh mở cửa thành Bắc Trung nghênh đón. Lý Thần Quỹ đến Hà Kiều, nghe tin Bắc Trung đã mất liền bỏ trốn, Phí Mục cũng vất bỏ quân đội, đầu hàng Nhĩ Chu Vinh.. Tại Lạc Dương, Từ Hột giả chiếu mở cửa cung rồi trốn về Duyện Châu, Trịnh Nghiễm chạy về Hương Lý. Thái hậu cho triều các phi tần của Túc Tông, bảo họ xuất gia làm ni cô, bản thân bà ta cũng tự cạo đầu.
Nhĩ Chu Vinh truyền lời đến kinh thành, lệnh cho bá quan văn võ nghênh đón xa giá. Ngày Kỉ Hợi (12) cùng tháng (16 tháng 5), bách quan đem truyền quốc ngọc tỉ đến Hà Kiều nghênh đón Hiếu Trang Đế. Hôm sau, tức 17 tháng 5, Vinh thống lĩnh đại quân vào Lạc Dương, bắt được Linh Thái hậu và Nguyên Chiêu đưa đến Hà Âm (河阴). Thái hậu gặp Nhĩ Chu Vinh, hết sức giải thích, nhưng Vinh không thèm nghe, phất tay áo bỏ đi, sai người ném thái hậu và Nguyên Chiêu xuống sông Hoàng Hà cho chết đuối.

### Thảm sát Hà Âm
Phí Mục mật bàn với Nhĩ Chu Vinh
Quân đội của ngài, nhiều không quá 1 vạn, bây giờ rong ruổi đường xa, thẳng tiến Lạc Dương, không gặp sự kháng cự đáng kể nào, vì thế không có chiến thắng nào để giương oai, nhiều người trong lòng sẽ không phục.
Rồi hiến kế, khuyên Vinh dùng danh nghĩa xử phạt để bày ra một cuộc tru sát toàn bộ văn võ bá quan, rồi lập ra phe cánh của riêng mình ở triều đình. Sau này ông trở về phương bắc, không thể tùy tiện qua lại Thái Hành sơn, cũng không sợ trung ương phát sinh biến cố gì! Nhĩ Chu Vinh đồng ý, hỏi ý kiến của thân tín là Mộ Dung Thiệu Tông. Thiệu Tông can ngăn, cho rằng việc làm này sẽ khiến nhân dân cả nước thất vọng nhưng Vinh không nghe.
Vinh cùng vua Ngụy đến tuần Hà Tây tới Hà Chử, dẫn bách quan đến hành cung phía tây bắc, nói là muốn tế trời. Bách quan đến nơi, ông đưa 2000 kỵ binh vây kín bốn phía, rồi lớn tiếng chỉ trích:
Thiên hạ tang loạn, Túc Tông bạo băng là do gian thần các ngươi tham ngược, không biết phò tá thiên tử.
Rồi hạ lệnh đánh giết, kỵ binh xông lên, văn võ bá quan đều bó tay chịu chết dưới lưỡi đao vó ngựa. Từ Thừa tướng Cao Dương vương Nguyên Ung, Tư không Nguyên Khâm, Nghi đồng tam ti Nghĩa Dương vương Nguyên Lược trở xuống, tổng cộng lên đến hơn 2000 quan viên bị giết chỉ trong một hôm. Tiền Hoàng môn thị lang Vương Tuân Nghiệp có tang cha, có mẹ cũng là tòng mẫu của Kính Tông, cũng đến nghênh đón và bị giết. Hơn 100 triều thần đến sau, Nhĩ Chu Vinh tha chết cho họ. Rồi lại lệnh quân sĩ cùng nói
Nguyên thị bị diệt, Nhĩ Chu thị hưng.
Vinh phái vài chục võ sĩ, đến thẳng hành cung, gặp lúc Ngụy Hiếu Trang Đế cùng Vô Thượng vương Nguyên Thiệu, Thủy Bình vương Nguyên Tử Chánh ra khỏi trướng xem xét. Từ trước, Nhĩ Chu Vinh đã phái người Tịnh Châu là Quách La Sát, người bộ lạc Sắc Lặc là Bắc Liệt Sát Quỷ làm thị tòng bên cạnh Ngụy Hiếu Trang Đế, trá xưng là bảo vệ chặt chẽ. Hai người ôm lấy Kính Tông, kéo ông ta vào trong trướng. Ở bên ngoài, võ sĩ liền chém chết Nguyên Thiệu và Nguyên Tử Chính. Đến canh tư, Nhĩ Chu Vinh lại phái người đưa Ngụy chủ về nghỉ ở doanh trại đặt tại Hà Kiều.
Ngụy Hiếu Trang Đế tỏ ra uất ức nhưng vô kế khả thi, sai người nhắn với Nhĩ Chu Vinh, muốn nhường ngôi. Đô đốc Cao Hoan khuyên Vinh xưng đế, Hạ Bạt Nhạc thì can ngăn. Nhĩ Chu Vinh do dự, bèn dùng đồng đúc tượng của chính mình, trước sau 4 lần, đều không xong. Người Yên Quận là Công tào tham quân Lưu Linh Trợ, giỏi chiêm bốc, rất được Nhĩ Chu Vinh tín nhiệm, cũng cho rằng thiên thời, nhân hòa đều không thuận. Nhĩ Chu Vinh nói
Nếu ta không làm được, thì ủng hộ Nguyên Thiên Mục!
Lưu Linh Trợ nói:
Nguyên Thiên Mục cũng không làm được, chỉ có Trường Lạc vương đã được trời cao chỉ định.
Nhĩ Chu Vinh cũng hoảng hốt, không thể đứng vững, rất lâu sau mới tỉnh táo trở lại, hối hận mà nói rằng
Đã đúc tượng không xong, đành lấy cái chết để tạ tội với triều đình.
Hạ Bạt Nhạc xin giết Cao Hoan, để tỏ lòng với thiên hạ, Vinh không nghe. Cuối canh tư, đưa Đế từ Hà Kiều đến ngự doanh. Nhĩ Chu Vinh đợi trước đầu ngựa, quỳ xuống vái lạy, xin được chết.
Kỵ binh bộ hạ của Nhĩ Chu Vinh tàn sát bá quan, không dám tiến vào Lạc Dương, bèn vận động việc dời đô, nhưng Nhĩ Chu Vinh hồ nghi không quyết, Vũ vệ tướng quân Phiếm Lễ khuyên ông tạm dừng việc đó lại. Ngày 14 tháng 4, Hiếu Trang Đế được Nhĩ Chu Vinh hộ tống tiến vào Lạc Dương. Vua Ngụy ngự điện Thái Cực, cải nguyên Kiến Nghĩa, tuyên bố đại xá. Từ đó Nhĩ Chu Vinh khống chế triều chính.

## Kết cục
Sau cuộc thảm sát Hà Âm, Nhĩ Chu Vinh thâu tóm mọi quyền lực. Quan dân Lạc Dương sợ hãi, rối rít bỏ trốn. Quan viên không có, trực vệ trống rỗng, sĩ tử trong thành mười phần không còn được một. Sau đó, ông bổ nhiệm thân tín của mình nắm lấy các chức vụ quan trọng, khiến cho tình hình triều chính của Bắc Ngụy càng thêm hỗn loạn.
Ngụy Kính Tông oán giận Vinh lộng quyền, nên vào năm 530 lập kế giết chết. Do đó gia tộc Nhĩ Chu nổi dậy chống lại Đế rồi giết Đế (531). Từ đó Bắc Ngụy càng thêm hỗn loạn, nội chiến xảy ra liên tục, cuối cùng bị phân liệt thành Đông Ngụy và Tây Ngụy, quyền hành ở hai nước này nằm trong tay các tướng Cao Hoan và Vũ Văn Thái. Về sau, hai gia tộc này đoạt ngôi ở hai nước Ngụy, lập ra Bắc Tề, Bắc Chu.